# Parque nacional Cumbres Kroombit
Cumbres Kroombit es un parque nacional en Queensland (Australia), ubicado a 399 km al noroeste de Brisbane.

## Datos
- Área: 74,60 km²
- Coordenadas: 24°24′03″S 150°57′30″E / -24.40083, 150.95833
- Fecha de Creación: 1974
- Administración: Servicio para la Vida Salvaje de Queensland
- Categoría IUCN: II

Véase también:
- Zonas protegidas de Queensland